# أوين دانيلز
أوين دانيّلز (بالإنجليزية: Owen Daniels)‏ هو لاعب كرة قدم أمريكية أمريكي، ولد في 9 نوفمبر 1982 في نابرفيل في الولايات المتحدة.

## وصلات خارجية
- أوين دانيلز على موقع مرجع كرة القدم المحترفة.كوم (الإنجليزية)